# Open hardware
Open hardware is een benaming voor opensource computer- en elektronicahardware die op dezelfde manier wordt ontwikkeld als opensourcesoftware. Vaak wordt in het ontwerp van open hardware gerefereerd aan software, meestal open software.

## Definitie
Volgens Graham Seaman van de website opencollector.org is de definitie van open hardware als volgt:
1. De interface met de hardware moet expliciet bekend worden gemaakt, zodat de hardware vrijelijk gebruikt kan worden.
2. Het ontwerp van de hardware moet bekend worden gemaakt, zodat anderen het kunnen implementeren en het kunnen begrijpen.
3. De middelen die gebruikt zijn om het ontwerp te maken moeten vrij te gebruiken zijn, zodat anderen het ontwerp kunnen ontwikkelen en verbeteren.

## Vormen van open hardware

### Mechatronica
Er is een groot aantal opensource mechatronische producten ontwikkeld, waaronder mechanische onderdelen, gereedschapsmachines, voertuigen, muziekinstrumenten en medische apparatuur.
Voorbeelden van opensource werktuigmachines zijn 3D-printers zoals RepRap, Prusa en Ultimaker, 3D-printer filament-extruders zoals polystruder XR PRO en de lasersnijder Lasersaur. Er zijn ook opensource voertuigen ontwikkeld, waaronder fietsen zoals XYZ Space Frame Vehicles en auto's zoals de Tabby OSVehicle. Voorbeelden van open source medische apparatuur zijn open-source ventilatoren, de echostethoscoop echOpen, en een breed scala aan prothetische handen (bijv. OpenBionics' Prosthetic Hands).

### Chip-ontwerp
Opensource-chipontwerpen komen nu veel voor. RISC-V is een open instructiesetarchitectuur die verschillende opensource hardware implementaties heeft. LowRISC werkt aan een compleet opensource hardwaresysteem op chip.

## Licenties
Net zoals op software berusten er op hardware ook licentierechten. Hieronder worden een aantal licenties benoemd die in open hardware worden toegepast:
- GNU-licentie voor vrije documentatie
- GNU General Public License
- BSD-licentie
- Publiek domein
- Creative Commons

## Projecten
Enkele op Atmel-hardware gebaseerde openhardwareprojecten zijn:
- USBprog[2]
- Arduino
- Freeduino[3]
- Boarduino
- Wiring
- OctopusUSB

## Ontwikkelsoftware
Sommige openhardwareprojecten hebben hun eigen ontwikkelomgeving, sommige zijn crossplatform. Er zijn ook projecten die geen ontwikkelomgeving hebben. De meeste projecten worden in C/C++ geschreven of in assembly. Om de broncode om te zetten naar een taal die de microcontroller kan begrijpen om te zetten is een compiler nodig, die zijn meestal ook opensource bij opensourceprojecten. Bijvoorbeeld; AVR-GCC (GCC voor Atmel AVR), GPASM (GNU PIC assembler).